# الکسا ری جوئل
الکسا ری جوئل (به انگلیسی: Alexa Ray Joel) (زاده ۲۹ دسامبر ۱۹۸۵) خواننده، ترانه سرا آمریکایی است.